# Birmânia nos Jogos Olímpicos de Verão de 1952
A Birmânia (atual Mianmar) participou dos Jogos Olímpicos de Verão de 1952 em Helsinque, na Finlândia. Nesta participação, o país não conquistou nenhuma medalha.